# Pyrausta nigrata
Pyrausta nigrata là một loài bướm đêm thuộc họ Crambidae. Loài này có ở châu Âu.
Sải cánh dài 14–17 mm. Con trưởng thành bay từ tháng 6 đến tháng 10 tùy theo địa điểm.
Ấu trùng ăn various herbs, such as Thyme và Marjoram.